# Jarmil Burghauser
Jarmil Michael Burghauser (eigenlijk: Jarmil Michael Mokrý) (Písek (Bohemen), 21 oktober 1921 - Praag, 19 februari 1997) was een Tsjechisch componist, dirigent en musicoloog. Onder het pseudoniem Michal Hájků schreef hij ook composities in een bepaalde stijl, de Storie apocrifa della musica Boema.

## Levensloop
Burghauser studeerde vanaf 1933 privé compositie bij Jaroslav Křička en vanaf 1937 bij Otokar Jeremiáš. Later studeerde hij aan het Praags conservatorium orkestdirectie bij Method Doležil en Pavel Dědecěk. Burghauser voltooide zijn studie in 1944. Daarna volgde hij een vervolgopleiding bij Václav Talich, die hij in 1946 afrondde.
Vervolgens studeerde Burghauser musicologie en psychologie aan de Univerzita Karlova bij Josef Hutter. In 1948 werden deze studie onderbroken. In verband met de politieke situatie in Tsjechië-Slowakije promoveerde hij pas in 1991. Vanaf 1946 was hij koordirigent bij het Nationale Theater in Praag, waar hij met onder meer Václav Talich samenwerkte.
Na ca. 1953 sloot het communistische regime hem steeds meer uit, waardoor hij zich meer ging bezighouden met compositie en muziekwetenschappelijke activiteiten. Het belangrijkste resultaat van laatstgenoemde arbeid is de kritische uitgave van het werk van Antonín Dvořák, waarvan hij tevens een nieuwe thematische catalogus schreef (de eerste was van Otakar Sourek, Burghausers schoonvader). De tweede, herziene, uitgave verscheen in 1995, vlak voor zijn dood.
De componist Burghauser begon oorspronkelijk vanuit de Tsjechische traditie van de negentiende eeuw en werd later beïnvloed door Bohuslav Martinu en Anton Webern. Bekend werden vooral zijn opera's, zoals Lakomec - (De gierige) en Karolinka a lhár (Caroline and Liar) naar het gelijknamige toneelstuk van Carlo Goldini, en balletten zoals "De knecht van twee meesters".
In de periode na de Praagse Lente (1968), de tijd van het proces van normalisering, werd Burghauser nog steeds genegeerd. Zijn naam kwam niet in de toen gepubliceerde Dvořák-editie voor, hoewel hij de hoofdredacteur was. Burghauser kon niet naar het buitenland reizen en radio-opnamen van zijn werken werden vernietigd. Opnieuw werkte hij als musicoloog. Met Milan Solc en de redactie van de Janáček-editie in Brno bezorgde hij een kritische uitgave van de composities van Leoš Janáček en in samenwerking met Ludvik Kundera publiceerde hij een kritische uitgave van het pianowerk van Leoš Janáček. Onder het pseudoniem Michal Hajku, dat Burghauser ook voor composities in oude stijl gebruikte, kon hij aan audiovisuele presentaties voor tentoonstellingen in het buitenland werken.
Na de Fluwelen Revolutie werd Burghauser gerehabiliteerd en werd hij tot voorzitter van de Tsjechische componistenbond gekozen. Hij werkte vele jaren in het Dvořák-genootschap en werd daarvan in 1984 voorzitter. Van 1978 tot 1989 was hij koordirigent aan de St. Margaretha-kerk van Brevnov in Praag. Burghauser beschouwde zichzelf als iemand van de 'verloren generatie' en vond een nieuwe activiteit in de wederopbouw van de scouting in Tsjechië.

## Composities

### Werken voor orkest

#### Symfonieën
- 1933-1979 Symphony No 1 in G groot
- 1935-1979 Symphony No 2 in d klein
- 1936-1959 Symphony No 3 in d klein

#### Concerten
- 1942 Concert voor 5 blaasinstrumenten en strijkorkest
- 1978 Concerto voor gitaar en strijkers

#### Andere orkestwerken
- 1937-1970 Jarni rondo (Lente Rondo) voor klein orkest
- 1939-1977 Suite in B flat voor klein orkest
- 1947 Toccata voor klein orkest
- 1952 Symphonic Variations "Pozdravujeme jaro" (Wij begroeten de lente)
- 1955 Symphonic Suite
- 1958 Suite from the ballet "Servant of Two Masters" voor orkest
- 1962 Sedm reliéfů pro velký orchestr - Seven Reliefs voor groot orkest
  1. Allegro impetuoso - Andante sostenuto
  2. L'istesso tempo, poco inquieto
  3. Moderato mosso
  4. Andante sostenuto
  5. Tempestoso
  6. Lento cantabile
  7. Solenne
- 1967 Barvy v case (Colours in Time) voor klein orkest
- 1972 Rozmberska suita (Rozmberk Suite) voor klein orkest
- 1982 Ciaccona per il fine d un tempo voor piano en orkest
- 1984 Cesty - The Ways acht stukken voor strijkers, slagwerk en bowed instrumenten
- 1988 Strom Zivota - (De boom van het leven) symfonische presentatie

### Missen, cantates en geestelijke muziek
- 1937-1946 Utrpeni a vzkriseni - (Suffering and Resurrection) vocale symfonie op woorden uit de bijbel van Kralice
- 1942 Vecna oblaka (Eternal Clouds) kleine cantate op tekst van Jan Carek
- 1944 Tajemny trubac (The Mystic Trompeter) cantate op woorden van Walt Whitman
- 1951 Zalm 116/117 (Psalm 116/117) kleine cantate
- 1952 Ceska - (Tsjechië) kleine cantate op worden van V. Zavada
- 1955 Sekorova abeceda "Sekora s Alphabet" kleine cantate voor kinderkoor en kamerorkest - tekst: O. Sekora
- 1978 Proprium de Nativitate voor solisten, gemengd koor en orkest
- 1977 Pasije podle Lukase (St. Lukas Passion) voor solisten en gemengd koor
- 1979 Proprium resurrectionis voor gemengd koor
- 1980 Missa brevis pastoralis voor solisten, gemengd koor en orkest
- 1982 V zemi ceske (In the Czech Country) symfonische fantasie op de choral van O. Jeremias voor recitator, gemengd koor en orkest - tekst: Jan Carek
- 1986 Zeme zamyslena (Thoughtful Earth) kamercantate met recitaties van teksten uit het boek van L. Stehlik voor spreker, vrouwenkoor en kamerorkest

### Muziektheater

#### Opera's
| Voltooid in   | titel                                                                                           | aktes    | première                                                  | libretto                                           |
| ------------- | ----------------------------------------------------------------------------------------------- | -------- | --------------------------------------------------------- | -------------------------------------------------- |
| 1934 rev.1944 | Aladina en Palomid                                                                              |          | 1934                                                      | tekst van Maurice Maeterlinck                      |
| 1949          | Lakomec - (De gierige)                                                                          | 3 aktes  | 20 mei 1950, Liberec                                      | Ludek Mandaus naar Molière gebaseerd op "L'Avare"  |
| 1950-1953     | Karolinka a lhár (Caroline and Liar)                                                            | 3 aktes  | 13 maart 1955, Olomouc                                    | Mandaus naar Carlo Goldinis gelijknamig toneelwerk |
| 1963-1964     | Most - (De brug)                                                                                | 2 deelen | 30 maart 1967, Praag, Národní Divadlo (Nationaal Theater) | Jaroslav Pávek                                     |
| 1944          | Tajemny trubač (De mysterieuze trompetspeler) (zie ook: Missen, cantates en geestelijke muziek) |          |                                                           | naar Walt Whitman                                  |

#### Balletten
| Voltooid in | titel                                         | aktes       | première | libretto       | choreografie |
| ----------- | --------------------------------------------- | ----------- | -------- | -------------- | ------------ |
| 1954        | Honza a Bert (Johny and the Devil)            | 3 actes     |          | Jan Rey        |              |
| 1957        | Sluha dvou panu - De knecht van twee meesters | 3 actes     |          | Jan Rey        |              |
| 1969        | Tristram a Izalda                             | tien scènes |          | Vladimir Vasut |              |

### Werken voor koor
- 1939-1970 Pet ceskych tancu (Five Czech Dances) voor kinderkoor en klein orkest
- 1940-1981 Balada psana sv. Vaclavu (Ballad written to St. Wenceslas) voor gemengd koor - tekst: J. Vrchlicky
- 1941 Kvetouci cas (Blossoming Time) twee koralen voor vrouwenkoor - tekst: K. Toman en I. Geisslova
- 1941-1947 Pozdravujeme jaro (Wij begroeten de lente) vier koralen voor gemengd koor - tekst: O. Brezina
- 1942-1945 Ctyri vlastenecke sbory (Vier patriottische koren) voor mannenkoor - tekst: Svatopluk Cech
- 1954 V slezskem tonu (In Silesian Tone) vier koralen voor mannenkoor - tekst: P. Bezruc
- 1966 Dar letnic (The Gift of Whitsun) voor gemengd koor en orgel - tekst: Jozef Tkadlec
- 1975 Chodska suita (Chodsko Suite) vijf koralen op volksgedichten voor mannenkoor
- Letni vecer (Summer Night) voor mannenkoor - tekst: Vilma Sokolova

### Vocale muziek met orkest of instrumenten
- 1941 Pastorale voor contra-alt, fluit, viool, gitaar op tekst van J. Vrchlicky
- 1942 Sedm cinskych miniatur [Zeven Chinese Miniaturen] voor sopraan en nonet op vertalingen van B. Mathesius
- 1942-1983 Myricae voor contra-alt en blazerskwintet op tekst van G. Pascoli
- 1942-1978 Srdecko v kvieti (Heart in Flowers) voor sopraan, fluit en gitaar - gebaseerd op oude Tsjechische lyriek
- 1943-1946 Zverokruh [Zodiac] 12 liederen op teksten van Jaromír Mestan voor zangeres of zanger en piano
- 1944 Three Chinese Songs op vertalingen van B. Mathesius voor zangeres of zanger en piano
- 1944 Zahradnik (The Gardener) voor bariton, altviool en piano op teksten van Rabindranath Tagore
- 1944 Nocturnos voor twee vrouwenstemmen en piano - tekst: L. Sip en Z. Spilka
- 1951 Pisne z Loretky (Songs from Loretka) 4 liederen op teksten van V. Nezval voor zangeres of zanger en piano
- 1951 Three Small Nocturnos op teksten van M. Zlatnikova voor zangeres of zanger en piano
- 1953 V slezskem tonu (In Silesian Tone) 4 liederen op teksten van P. Bezruc voor zangeres of zanger en piano
- 1957 Mozartovske motivy (Mozartian Motifs) 4 liederen op teksten van O. Zemek voor zangeres of zanger en piano
- 1961 Tri neuzitecne pisne [Three Useless Songs] op teksten van R. Thakur voor zangeres of zanger en piano
- 1971 Strakonicka madona (Strakonice Madonna) voor zeven solostemmen - tekst: L. Stehlik

### Kamermuziek
- 1933-1983 Vijf trio's voor twee hobo's en fagot
- 1933/1984 Romance voor viool en piano
- 1934-1953 Strijkkwartet no. 1 in A groot
- 1937-1953 Strijkkwartet no. 2 in C groot
- 1938-1967 Trio No 1 voor fluit, altviool en gitaar
- 1938/1970 Twee suites voor Bes-klarinetten
- 1941 Strijkkwartet no. 3 in D groot
- 1942 Nonet in G-groot
- 1944 Strijkkwartet no. 4 in Sib groot
- 1944-1951 Strijkkwartet no. 5 in A groot
- 1962 Trio No 2 voor fluit, altviool en gitaar
- 1965 Ten Sketches voor solo fluit
- 1966 Patero zamysleni (Vijf reflecties) voor viool en gitaar
  1. Moderato cantabile
  2. Allegretto scherzando
  3. Allegro patetico
  4. Tempo aleatorico
  5. Andante spianato
- 1967 Mala trubacska knizka (Trumpeters Booklet) voor 2 trompetten en 2 trombones
- 1970 Sonata "Nevesele vypraveni" (Cheerless Tale) voor viool en piano
- 1971 Stanze dell ansieta e speranza voor fluit, hobo, viool, altviool, cello en klavecimbel
- 1971 Soumraky a svitani (Dusks and Dawns) voor basklarinet en piano
- 1972 Plochy a cary (Areas and Lines) voor viool, gitaar en cello
- 1974 Jitrni hudba (Morning Music) voor fluit en gitaar
- 1976 Partita voor 2 fluiten, gitaar en cello
- 1977 Lobkovitz Trio voor fluit, gitaar en cello
- 1978 Vchynice Trio voor fluit, viool en cello
- 1978 Coree regales voor een ensemble van oude instrumenten
- 1978 Parthia czeska voor blokfluit, luit en viola da gamba
- 1979 Sonata da chiesa voor fluit, hobo, viool, altviool, cello en klavecimbel
- 1982 Aleji casu (By the Alley of Time) voor trompet, hoorn en trombone
- 1982 Pianto, rabbia e conforto voor cello en piano
- 1983 Tre ricercari per 9 strumenti a fiato
- 1985 Moznosti (Possibilities) voor klarinet, cimbalom en slagwerk
- 1985 Sonata voor altviool en piano
- 1988 Pet barevnych strepin (Five Coloured Splinters) voor solo harp
- 1989 Tesknice (Nostalgia) II voor viool en cimbalom
- 1989 Recitativo e terzetto voor fluit, viool en cello
- The Alley of Time voor blazersensemble

### Werken voor piano
- 1938-1982 Piano Trio in B flat major
- 1938/1983 Partita voor twee piano's
- 1940 Piano Trio in D minor

### Werken voor gitaar
- 1942 Six Czech Dances voor gitaar
- 1943 Sonata in E minor voor gitaar
- 1968 Sarabanda e toccata voor gitaar
- 1970 Tesknice (Nostalgia) voor gitaar
- 1975 Suite espagnole voor 2 gitaren
- Chants Of Anxiety

### Filmmuziek
- 1947 Premiera
- 1955 Z mého života
- 1955 Labakan
- 1956 Legenda o lásce
- 1961 Kde řeky mají slunce gebaseerd op de roman Nejkrásnější svět van Marie Majerová
- 1964 Místo v houfu ...3. Optimista
- 1965 Polka jede do světa televisiefilm
- 1968 Jarní vody gebaseerd op en novelle van Ivan Toergenjev

## Publicaties
- Jarmil Burghauser: Cesty nove hudby - Ways of New Music. 1964.
- Jarmil Burghauser: Orchestrace Dvorakovych Slovanskych tancu (Orchestration of Dvoraks Slavonic Dances). Praha: Editio Baerenreiter, 1959.
- Jarmil Burghauser en Petr Eben: Cteni a hra partitur (Reading and Playing scores) Praha: Editio Baerenreiter, 1960.
- Jarmil Burghauser: Antonín Dvořák - Tematicky katalog, bibliografie, prehled zivota a dila (Antonín Dvořák: Thematic Catalogue, Bibliography, Survey of Life). Praha: Editio Baerenreiter, 1960. 735 p.
- Jarmil Burghauser: Antonín Dvořák - Tematicky katalog, bibliografie, Prehled zivota a díla (Antonín Dvořák: thematisches Verzeichnis, Bibliografie) 2. (revidované a dopl.) (herziene) vydáni (uitgave). Praha: Bärenreiter Editio Supraphon. 1996. 843 p. ISBN 80-7058-410-6
- Jarmil Burghauser en Antonin Spelda: Akusticke zaklady orchestrace - (Acoustic Basis of Orchestration). Praha: Panton International, 1965.
- Jarmil Burghauser: Antonin Dvořák - korte biografie Praha: Editio Supraphon. 1966. (in 5 talen)
- Jarmil Burghauser en Milan Solc: Leoš Janáček: Edicni zasady a smernice (Leoš Janáček: Editorial Principles and Directions). Praha: Editio Supraphon, 1979.
- Jarmil Burghauser: 'Akustische Bedingungen als Determinanten des musikalischen Schaffens und Horens', in: Struktur und Form in der zeitgenössischen Musik. Jena: Universitat Jena, 1981.